# Mater Matuta

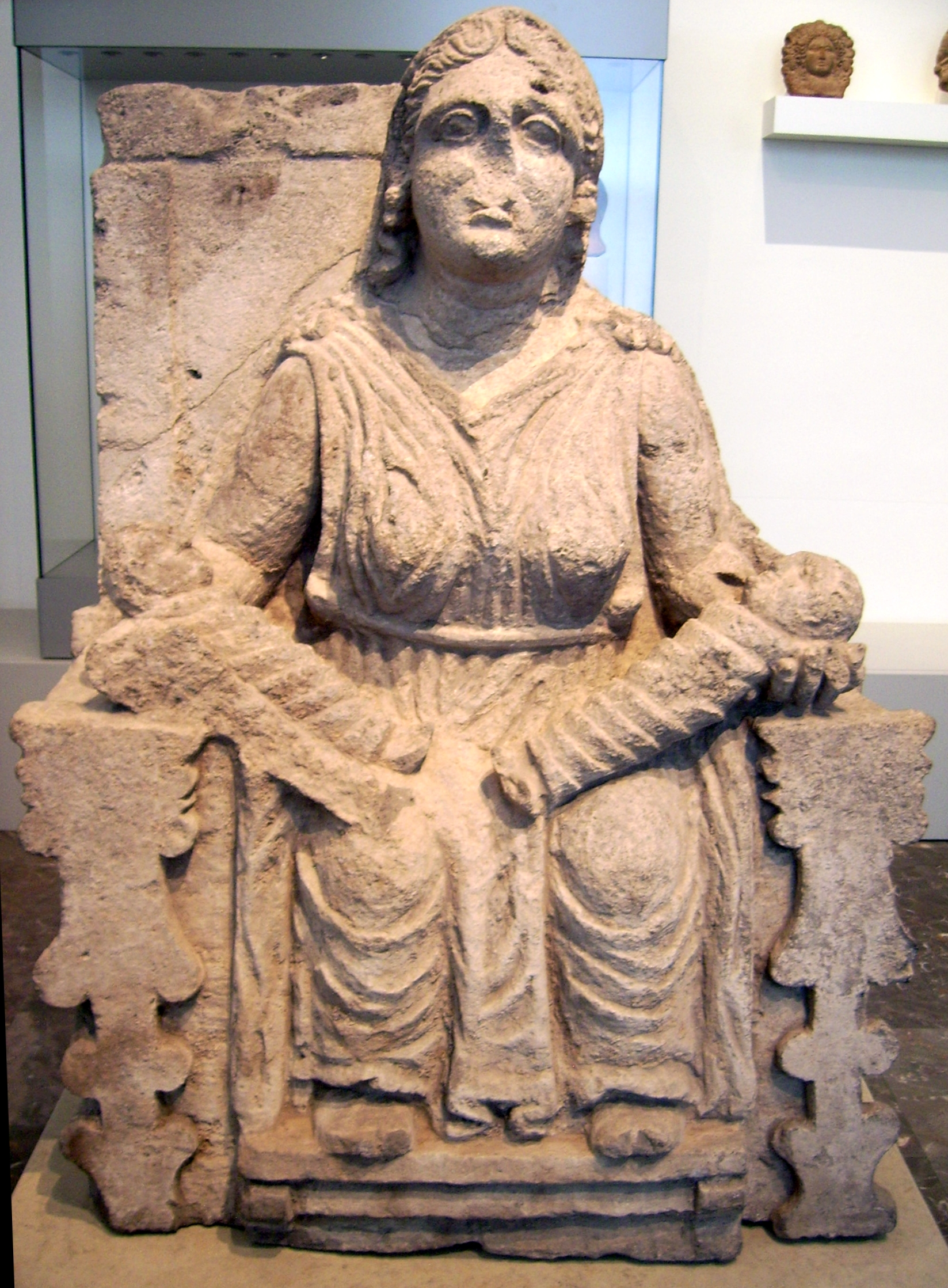
Mater Matuta (Altes Museum, Berlin)

Mater Matuta (lateinisch für „morgendliche Mutter“) ist in der römischen Mythologie die Göttin des Frühlichts, der Geburt und des Wachstums. Sie ist eine durch Weihinschriften und die Römische Literatur bezeugte sehr alte Göttin nicht nur im Römischen Reich, sondern auch in weiten Teilen Italiens vor der römischen Eroberung.

## Bedeutung und Kult
Mater Matuta war eine gutherzige Göttin, zu deren Ehren jährlich am 11. Juni die Matralia (Fest der Mütter) gefeiert wurden.
Mater Matuta wurde von den Römern ab der späten Republik mit der griechischen Leukothea identifiziert. Als solche war sie die Mutter des Portunus, mit dem sie zusammen die Seefahrt und die Häfen beschützte.
Ihr zugeordnete Heiligtümer finden sich in Rom nahe dem Forum Boarium in der Area sacra di Sant’Omobono als Zwillingstempel mit einem Heiligtum der Fortuna und in Satricum, nahe dem heutigen Le Ferriere, Stadtteil von Latina.
Ihr Name hat dieselbe Wurzel (maturus ‚rechtzeitig, früh, reif‘) wie das lateinische matutina (‚Morgenstunde‘, vgl. Matutin), aus dem sich in der deutschen christlichen Terminologie die Mette herausgebildet hat.